# 記者懇談会
記者懇談会（きしゃこんだんかい）とは広義には、取材対象者が記者を集めて会食をともにしながら、ざっくばらんに説明や質疑応答を行う懇談会である。
狭義には、有力政治家が行うオフレコ記者懇談会やブリーフィングを指す。

## 目的
記者懇談会の目的は以下の通り。

### 好意的な報道対策
記者会見と懇親会を合わせたような物であり、記者懇談会が行われる場合は第四権力の一員である記者に好意的な報道や広報をして頂く・行わせることを目的とする。メディア・リレーションの構築・維持を目的に定期的に定例記者懇談会を開催する場合もある。
会食を伴うことが多く、その場合は取材を受ける側が主催する接待付きの記者会見となる。

### オフレコ
主に政治的要職にいる人間が行う。行政要職者の場合は定例記者会見の後で行われる。記者クラブの番記者が参加する。
懇談の内容は、オフレコとして氏名を隠して報道する約束になっている。しかし、肩書きに暗黙のルールがあり、肩書きの種類によっては取材源が事実上秘匿されていないものも多い。
オフレコ記者懇談会の目的は、背景事情の説明（バックグラウンド・ブリーフィング）が考えられる。記者懇談会は「建前論に流れがちな記者会見から一歩も二歩も踏み込み、政局の真相の一端に迫るため長年かけて編み出した取材の知恵」という意見がある。
しかし、政争の具に使われる事も多い。政治家が自分の名前を隠して政敵を攻撃する、機密情報をリークして報道を操る、記者が政治家の発言を問題発言とみなして報道し、発言者を失脚させる、など完全オフレコではない事を奇貨として、実質的にオフレコを破って騒動を起こす事が繰り返されている。
日本の政治報道の悪習とみなされている。オフレコの必要性がない、権力者が匿名で守られる必要はない、公人は実名で説明責任を果たすべき旨の意見もある。
政治家と記者が一緒に食事したり、カラオケをしながら懇談をする事が行われることもある。